# Szalánta
Szalánta è un comune dell'Ungheria di 1.240 abitanti (dati 2008) situato nella contea di Baranya, regione Transdanubio Meridionale